# モルガン・アベニュー駅
モルガン・アベニュー駅（Morgan Avenue）はブルックリン区イーストウィリアムズバーグのモルガン・アベニュー - ハリソン・プレイス交差点にあるニューヨーク市地下鉄BMTカナーシー線の駅で、終日L系統が停車する。

## 歴史
モルガン・アベニュー駅は1928年7月14日にBMTカナーシー線のブロードウェイ・ジャンクション駅 - モントローズ・アベニュー駅間延伸とともに開業した。

## 駅構造
| G          | 地上階                       | 出入口                                                                         |
| M          | 改札階                       | 改札口、駅員室、メトロカード/OMNY自動販売機                                    |
| P ホーム階 | 相対式ホーム、右側ドアが開く | 相対式ホーム、右側ドアが開く                                                   |
| P ホーム階 | 北行線                       | ← 8番街駅ゆき（モントローズ・アベニュー駅）                                    |
| P ホーム階 | 南行線                       | → カナーシー-ロッカウェイ・パークウェイ駅ゆき（ジェファーソン・ストリート駅）→ |
| P ホーム階 | 相対式ホーム、右側ドアが開く |                                                                                |

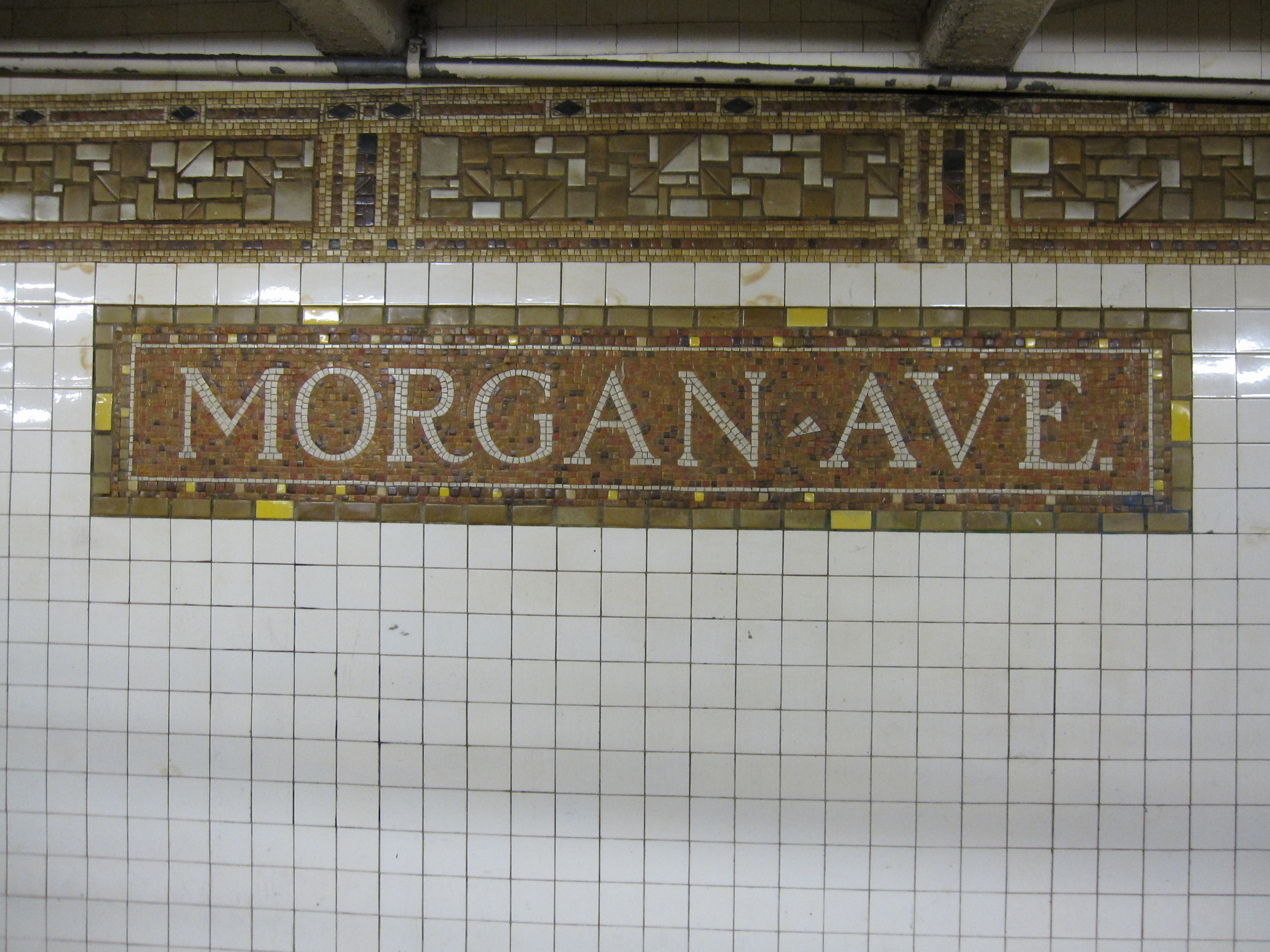
タイルワーク

モルガン・アベニュー駅は相対式ホーム2面2線の地下駅である。ホーム壁面にはBMTスタイルのタイルモザイクの帯と駅名標が設けられている。 帯は茶色、タン、オレンジといったアースカラーを主体に白のアクセントが入っている 。モルガン（"Morgan"）を表す "M" の銘板と、タイムズ・ニュー・ローマン体で "MORGAN AVE" とレタリングされた駅名標が等間隔で設けられている。方向案内板の矢印も同じ様式になっている。
駅は歩道ではなく建物の下にあるので、ホーム上の柱は正方形断面の太いものになっており、白タイルが貼られている。柱すべてに白いモザイクの地に黒のサンセリフ体で "MORGAN AVE" とレタリングした駅名標が取り付けられている。

### 出入口
モルガン・アベニュー駅には出入口が2か所ある。
- 駅西端の入口は終日営業で、各ホームから長いスロープで待合所兼ホーム間連絡通路に出る。自動改札機を抜けるとトークン・ブースと通りへの階段があるメザニンに出る。階段は3本あり、それぞれモルガン・アベニュー - ハリソン・プレイス交差点の北東角・南東角・南西角に出ることができる。
- ハリソン・プレイス突き当たりのボガート・ストリート西側にはレンガ造りの無人駅舎がある[4]。出場専用改札機2台とHEET自動改札機1台が設けられており、階段で各ホーム東端に下りることができる。

## ポップカルチャーにて
1999年のMFドゥームのシングル I Hear Voices のミュージックビデオに当駅が登場する。また、音楽ゲームのロックバンドでもニューヨークの場面で当駅が登場する。